# Ce bus est un autre monde
Ce bus est un autre monde (titre original : That Bus Is Another World) est une nouvelle de Stephen King parue tout d'abord en 2014 dans le numéro d'août du magazine Esquire, puis dans le recueil Le Bazar des mauvais rêves en 2015.

## Résumé
James Wilson se rend en taxi à un rendez-vous crucial pour sa carrière. Alors que le taxi est à l'arrêt, il voit un homme tuer une femme dans un bus à côté. Le taxi redémarre et Wilson doit prendre une décision : doit-il signaler ce qu'il a vu au risque de rater son rendez-vous ?

## Genèse
La nouvelle est parue tout d'abord en août 2014 dans le magazine Esquire et a été incluse par la suite dans le recueil Le Bazar des mauvais rêves en 2015.